# DS Весов
DS Весов (лат. DS Librae) — одиночная переменная звезда в созвездии Весов на расстоянии (вычисленном из значения параллакса) приблизительно 4832 световых лет (около 1481 парсека) от Солнца. Видимая звёздная величина звезды — от более +16,5m до +13,3m.

## Характеристики
DS Весов — красная пульсирующая переменная звезда, мирида (M).